# Чорнушовицька сільська рада
Чорнушовицька сільська рада — орган місцевого самоврядування у Пустомитівському районі Львівської області з адміністративним центром у с. Чорнушовичі.

## Загальні відомості
Історична дата утворення: в 1939 році.

## Населені пункти
Сільраді підпорядковані населені пункти:
- с. Чорнушовичі
- c. Журавники
- c. Тарасівка

## Склад ради
- Сільський голова: Мартиняк Дмитро Дмитрович
- Секретар сільської ради: Кутна Ольга Петрівна
- Загальний склад ради: 16 депутатів

### Керівний склад ради
| ПІБ                         | Основні відомості                                                               | Дата обрання | Дата звільнення |
| --------------------------- | ------------------------------------------------------------------------------- | ------------ | --------------- |
| Левкуц Валентина Миколаївна | Сільський голова, 1962 року народження, освіта, позапартійна                    | 26.03.2006   | 31.10.2010      |
| Мартиняк Дмитро Дмитрович   | Сільський голова, 1961 року народження, освіта середня спеціальна, безпартійний | 31.10.2010   |                 |

Примітка: таблиця складена за даними джерела

## Депутати
Результати місцевих виборів 2010 року за даними ЦВК
| № зп | № округу | Прізвище, ім'я, по батькові     | Дата визнання обраним | Відомості про обраного депутата                                            |
| ---- | -------- | ------------------------------- | --------------------- | -------------------------------------------------------------------------- |
| 1    | 1        | Левкуц Роман Йосипович          | 04.11.2010            | Освіта середня, позапартійний, пенсіонер                                   |
| 2    | 2        | Пришляк Володимир Володимирович | 04.11.2010            | Освіта вища, позапартійний, пенсіонер                                      |
| 3    | 3        | Гуль Ігор Петрович              | 04.11.2010            | Освіта середня, позапартійний, «Ренесанс», муляр                           |
| 4    | 4        | Гуль Ігор Володимирович         | 04.11.2010            | Освіта середня, позапартійний, приватний підприємець                       |
| 5    | 5        | Гнатів Михайло Іванович         | 04.11.2010            | Освіта вища, позапартійний, Чорнушовицька загальноосвітня школа, директор  |
| 6    | 6        | Іванець Ярослав Павлович        | 04.11.2010            | Освіта середня, позапартійний, тимчасово не працює                         |
| 7    | 7        | Данчишин Андрій Йосипович       | 04.11.2010            | Освіта середня, позапартійний, ВАТ «Концерн Електрон», водій               |
| 8    | 8        | Дмитрашко Богдан Богданович     | 04.11.2010            | Освіта середня, позапартійний, ТЕТ (теплоенерготехнології), директор       |
| 9    | 9        | Кузик Марія Михайлівна          | 04.11.2010            | Освіта середня, позапартійна, тимчасово не працює                          |
| 10   | 10       | Іванець Андрій Ярославович      | 04.11.2010            | Освіта середня, позапартійний, тимчасово не працює                         |
| 11   | 11       | Горін Іван Степанович           | 04.11.2010            | Освіта середня, позапартійний, приватний підприємець                       |
| 12   | 12       | Чабаненко Микола Миколайович    | 04.11.2010            | Освіта середня, позапартійний, Пустомитівська державна ветслужба, фельдшер |
| 13   | 13       | Сухарина Ігор Іванович          | 04.11.2010            | Освіта середня, позапартійний, тимчасово не працює                         |
| 14   | 14       | Іванець Леся Михайлівна         | 04.11.2010            | Освіта середня, позапартійна, Народний дім с. Журавники, директор          |
| 15   | 15       | Кутна Ольга Петрівна            | 04.11.2010            | Освіта середня, позапартійна, Чорнушовицька сільська рада, секретар        |
| 16   | 16       | Левкуц Мар'яна Богданівна       | 04.11.2010            | Освіта вища, позапартійна, Університет ім. І.Франка, викладач              |